# Albero di Whittaker

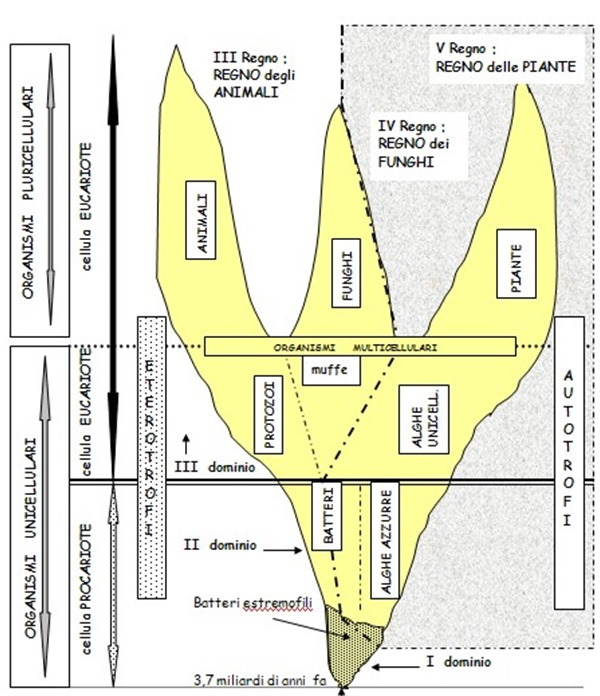
Classificazione degli esseri viventi secondo Whittaker

L'Albero di Whittaker è una classificazione tassonomica e biologica dei cinque regni biologici (Animalia, Plantae, Fungi, Protista e Monera) stilata dal biologo Robert Whittaker, presentata nel 1959 e successivamente approvata.

## Descrizione
Alla base dell'albero troviamo il regno delle monere, organismi unicellulari a cellula procariote, composto da: batteri estremofili, batteri e alghe azzurre. Di seguito troviamo il regno dei protisti, organismi unicellulari a cellula eucariote, composto da: protozoi, muffe, lieviti e alghe unicellulari. Dopo il regno dei protisti ci sono i regni degli organismi complessi, cioè pluricellulari a cellula eucariote, che si suddividono in: animali, funghi e piante. 
Si può notare inoltre un'altra suddivisione in base alle condizioni nutrizionali, ovvero all'autotrofia e all'eterotrofia. Infatti nell'estrema destra sono rappresentati gli organismi autotrofi (alghe azzurre o cianobatteri, alghe unicellulari e piante) mentre nell'estrema sinistra troviamo gli organismi eterotrofi (batteri, protisti e animali); i funghi, muffe e lieviti sono in una condizione particolare perché sono organismi eterotrofi con cellula vegetale e quindi Whittaker decise di porli al centro dell'albero.
Si pensa che Whittaker prese spunto dalla teoria dell'evoluzione di Darwin perché l'ordine con cui sono posti gli organismi fa pensare ad un'evoluzione dell'organismo più semplice (posto alla base) in quello più complesso (posto all'estremità).

## Osservazioni
È importante dire che i virus non sono rappresentati nell'albero perché non sono considerati esseri viventi ma agenti infettanti.